# Albéric de Pisançon
Albéric de Pisançon est un auteur français du XIe siècle, cité par l'historien du Moyen Âge Jacques Heers comme étant l'auteur, vers la fin des années 1000, d'un chant épique, L'Alexandréïde (Vie d'Alexandre), écrit dans une langue mêlant occitan et franco-provençal,.

## Œuvre
L'Alexandréïde d'Albéric de Pisançon est inspirée de deux auteurs de l'Antiquité :  Julius Valerius, auteur romain du IVe siècle, et Léon le Diacre. Ces « biographies arrangées » découlaient d'une seule source antique : une Vie abrégée du héros écrite à Alexandrie au IIIe siècle de notre ère, par un auteur connu sous le nom de Pseudo Callisthènes.

## Postérité de l'œuvre
L'œuvre en latin d'Albéric de Pisançon connaît une postérité dès le XIIe siècle : les textes de l'allemand Lamprecht (en 1138) et d'un continuateur anonyme (en 1160-1170) en sont directement issus. En France, sans doute pour en accroître la diffusion, son œuvre est reprise en dialecte picard, par Lambert le Tort puis Alexandre de Bernay, clerc de Paris. C'est à ce dernier que l'on doit le premier emploi des vers dodécasyllabiques. L'usage en sera conservé pour les Vies d'Alexandre suivantes au point que bien plus tard, vers 1400, on appellera ces vers de douze pieds des alexandrins.
Dès les années 1200, les nouveaux Romans d'Alexandre sont enjolivés par des épisodes supplémentaires. Ces poèmes de pure fiction connaissent un immense succès : Les Vœux du paon (1312-1313), par exemple, ou encore Le Parfait du paon , en 1340, et le Roman de toute chevalerie, écrit en Angleterre par un certain Thomas de Kent.
Ainsi, l'histoire antique est bien à la racine du modèle idéal des chevaliers de l'époque féodale.